# Crawfordstarr
Crawfordstarr (Carex crawfordii) är en halvgräsart som beskrevs av Merritt Lyndon Fernald. Enligt Catalogue of Life ingår Crawfordstarr i släktet starrar, och familjen halvgräs, men enligt Dyntaxa är tillhörigheten istället släktet starrar, och familjen halvgräs. Arten förekommer tillfälligt i Sverige, men reproducerar sig inte. Inga underarter finns listade i Catalogue of Life.